# MARIA-E
MARIA-E（マリア・イー、1994年12月20日 - ）は、日本の歌手。兵庫県出身。所属事務所はポセイドンエンタテインメント→ASCHE→GMCmanagement→株式会社KANATA LTD.

## 人物・来歴
- 特技はダンスと歌。
- 尊敬する有名人はマイケル・ジャクソン。
- 父親が外国人（国籍は日本）で母親が日本人のハーフである。兄が3人いる。
- 旧芸名は夢本エレナ。ジュニアアイドルとしてグラビア活動や歌手活動等を行っていたが、2010年3月に中学を卒業すると同時にグラビア活動を終了。
- 2011年10月からMARIA-Eに改名し、秋葉原（東京都千代田区外神田）にあるAkiba On Stage（AOS）で月1度のペースでライブ活動を開始。2014年3月30日（日）に31回目のライブを行った時点でAOSでのライブ活動を一旦休止し、その後2014年12月21日（日）に自身の生誕祭＆卒業ライブを行い、32回目のライブを以てAOSでのライブ活動から卒業した[5]。
- 2013年3月に高校を卒業。
- 現在はライブ出演、テレビ出演、ミュージカル出演などの活動を行なっている。
- 2019年DJ DRAGON×武田真治によるユニット「BLACK JAXX」へSPOT参加[6]。

## 出演

### テレビ
- ゴッドタン『第12回芸人マジ歌選手権』 (テレビ東京、2015年1月3日)
- ゴッドタン『第12回芸人マジ歌選手権★未公開SP』 (テレビ東京、2015年1月10日)
- ゴッドタン『俺たちのMy Wayは本当はすごいんだぞ〜ルナイトニッポン』 (テレビ東京、2015年4月18日)
- 『THE カラオケ★バトル～プロ激オシ！歌うま選手権～』 (テレビ東京、2016年3月23日)
- 『THE カラオケ★バトル～歌の異種格闘技～悲願の初優勝争奪戦～』 (テレビ東京、2017年5月10日)
- ゴッドタン『マジ歌ライブ2018 in横浜アリーナ 後編』(テレビ東京、2018年6月30日)
- 『THE カラオケ★バトル～冬のヒットソング限定！歌の異種格闘技戦！』(テレビ東京、2018年12月19日)
- 『FNS歌謡祭』ミュージカル「ヘアスプレー」チーム(フジテレビ、2019年12月4日)
- ゴッドタン『マジ歌ライブ2020 ～さいたまスーパーアリーナ行きつきました～』(テレビ東京、2020年3月21日)
- 『ミュージックフェア』ミュージカル「ヘアスプレー」チーム(フジテレビ、2022年9月17日)
- 『オールスター合唱バトル』第4弾 ミュージカル合唱団チーム(フジテレビ、2024年7月14日)
- 『カバン持ちさせてください!』(TBS、2024年12月7日)
- 『オールスター合唱バトル』第5弾 ミュージカル合唱団チーム(フジテレビ、2024年12月29日)
- 『オールスター合唱バトル』第6弾 ミュージカル合唱団チーム(フジテレビ、2025年6月8日)
- 『題名のない音楽会』日本版キャストが歌う！ディズニーの音楽会(テレビ朝日、2025年8月9日)

### 舞台
- 『GO,JET! GO! GO! -vol.7- 〜そんなヒロシに騙されて〜』 Bチーム (2015年3月12日 - 3月22日、アクアスタジオ東日本橋) - メグ役
- 『GO,JET! GO! GO! ZERO』 Cチーム (2015年5月21日 - 5月31日、アクアスタジオ東日本橋) - 夏代役
- ミュージカル『Beautiful』(2017年7月26日 - 8月26日、帝国劇場)
- 東京ディズニーリゾート35周年"Happiest Celebration!"イン・コンサート（2018年5月26日 - 5月27日、大阪オリックス劇場）
- ミュージカル『キューティ・ブロンド』（2019年2月11日 - 2月28日、日比谷シアタークリエ）
- ミュージカル『ホイッスル・ダウン・ザ・ウィンド ～汚れなき瞳～』（2020年3月、日生劇場・他） - キャンディ役 (新型コロナ影響で一部休演)
- ミュージカル『ヘアスプレー』（2020年6～7月、東京建物 Brillia HALL・他） - ダイナマイツ役 (新型コロナ影響で公演中止)
- ミュージカル『Beautiful』(2020年11月5日 - 11月28日、帝国劇場)
- ミュージカル『The PROM Produced by 地球ゴージャス』(2021年3月10日 - 4月13日  TBS赤坂ACTシアター、2021年5月9日 - 5月16日　フェスティバルホール) - シェルビー役
- ミュージカル『グリース』（2021年11月11日 - 12月5日、日比谷シアタークリエ）- ジャン役
- ミュージカル『フリーダ・カーロ -折れた支柱-』（2022年6月30日 - 7月3日、東京芸術劇場シアターウエスト）
- ミュージカル『ヘアスプレー』（2022年9月 - 11月、東京建物 Brillia HALLほか） - ダイナマイツ 役[7]
- ミュージカル『once upon a time in 海雲台』（2023年1月10日 - 1月16日、浅草九劇）[8]
- ミュージカル『ムーラン・ルージュ！ザ・ミュージカル』（2023年夏、帝国劇場） - アラビア役[9]
- ミュージカル『High Fidelity』（2023年10月26日 - 31日、新宿村LIVE） - リズ役[10]
- ミュージカル『SMOKE』（2024年1月23日 - 3月31日、浅草九劇） - 紅（ホン）役[11]
- ミュージカル『ムーラン・ルージュ！ザ・ミュージカル』（2024年6月20日 - 8月7日、帝国劇場 / 9月14日 - 28日、梅田芸術劇場メインホール） - アラビア役[12]
- ブロードウェイミュージカル『A Year with Frog and Toad〜がまくんとかえるくん』（2025年5月31日・6月1日、春日井市民会館 / 6月6日 - 8日、サンケイホールブリーゼ / 6月12日 - 22日、サンシャイン劇場）[13]

### 映画
夢本エレナ 名義
- きらめき☆ドロップII　魔法少女乙女バスターズ (2008年1月26日)

MARIA-E 名義
- 長全寺　(2022年12月24日)　美奈役[14][15]

### 吹き替え
- ライオン・キング:ムファサ（2024年12月20日公開） - サラビ 役[16]

## ディスコグラフィ

### シングル
夢本エレナ 名義
- Breakin’ through

MARIA-E 名義
- missing you (2011年12月17日、アテナ音楽出版)
- Tears drop (2013年12月、アテナ音楽出版)

### アルバム
BLACK JAXX SPOT参加
- SHU-HA-RI／Wake up Time feat.MARIA E (2018年10月)

MARIA-E 名義
- ジュークボックス (2023年1月25日、GMC Records)

### オムニバス作品
夢本エレナ 名義
- We Wish 夢本エレナfeat.Yummi (2009年9月30日)
- アニメ★MAX presents じょしこうせいばんど! (2010年2月10日)

## 映像作品

### イメージDVD
- MOE JUNIOR IDOL Under15 Maid＆Miko Vol.2 デビュー直前!Under15の女の子たち（2006年3月18日、セプテット）※オムニバス
- 夢本エレナ 11歳 Heart Beat (2006年7月20日、イーネット・フロンティア)
- 愛田かんな＆夢本エレナVS竹下晃史　萌えっコスプレ (2006年8月4日、サイバーピクチャーズ)※愛田かんなとの共演
- moecco vol.02 ひまわり (2006年11月20日、タスクビジュアル)
- 夢本エレナ 12歳 Cantik (2007年2月7日、心交社)
- 夢本エレナ 13歳 中1 Same Future (2007年6月15日、渋谷ミュージック)
- 夢本エレナ 13歳 中1 タイマイ (コスプレDX) (2007年10月12日、渋谷ミュージック)
- エレナちっくな恋 (2008年3月25日、イーアンツ)
- コスプレDX PART2 (2008年6月6日、渋谷ミュージック)
- 夢本エレナ 14歳 君のいるところ (2009年2月6日、渋谷ミュージック)
- たっぷり 夢本エレナ (2009年10月25日、アイファクトリー)
- 夢本エレナ中学生卒業 (2010年4月9日、渋谷ミュージック)

## 写真集
- sama-sama (2007年2月、心交社、撮影：会田定広) ISBN 978-4778103606